# 東光院 (白井市)
東光院（とうこういん）は、千葉県白井市にある真言宗豊山派の寺院である。正式名は茲眼山東光院観音寺。

## 歴史
由緒等詳細は不明だがかつては柏市手賀の興福院の末寺であった。
安置されている木造地蔵菩薩立像は白井市指定文化財で、胎内墨書から元亀2年（1571年）に鎌ケ谷市佐津間の仏師により製作されたことと宝永2年（1705年）に修理が行われていることが判明している。

## 文化財
白井市指定有形文化財（彫刻）
- 東光院の木造観音菩薩立像（平成27年3月27日指定）
東光院の本尊で、高さは53.2センチメートルの割矧造（わりはぎづくり）。玉眼を嵌入し、全身を漆箔仕上げとしている。15世紀ごろの制作とみられ、白井市内に残る室町時代の尊像の中でも大型の佳作とされる[1]。
- 東光院の木造地蔵菩薩立像（昭和57年1月27日指定）
像高63.5センチメートルの一本造で、体幹部は両側面から内刳（うちぐ）りを施し、両面から別材を寄せている。像の顔立ちから、平安時代後期の作風を残している。1891年（明治24年）の名内地区の大火の際に焼失を免れたことから、「火伏せの地蔵様」とも呼ばれる。白井市最古級の像内銘記を持つ仏像であり、像内の墨書から、1571年（元亀2年）に佐妻（現：鎌ケ谷市佐津間）の真如坊が制作したものであることが確認できる[1]。

## 交通アクセス

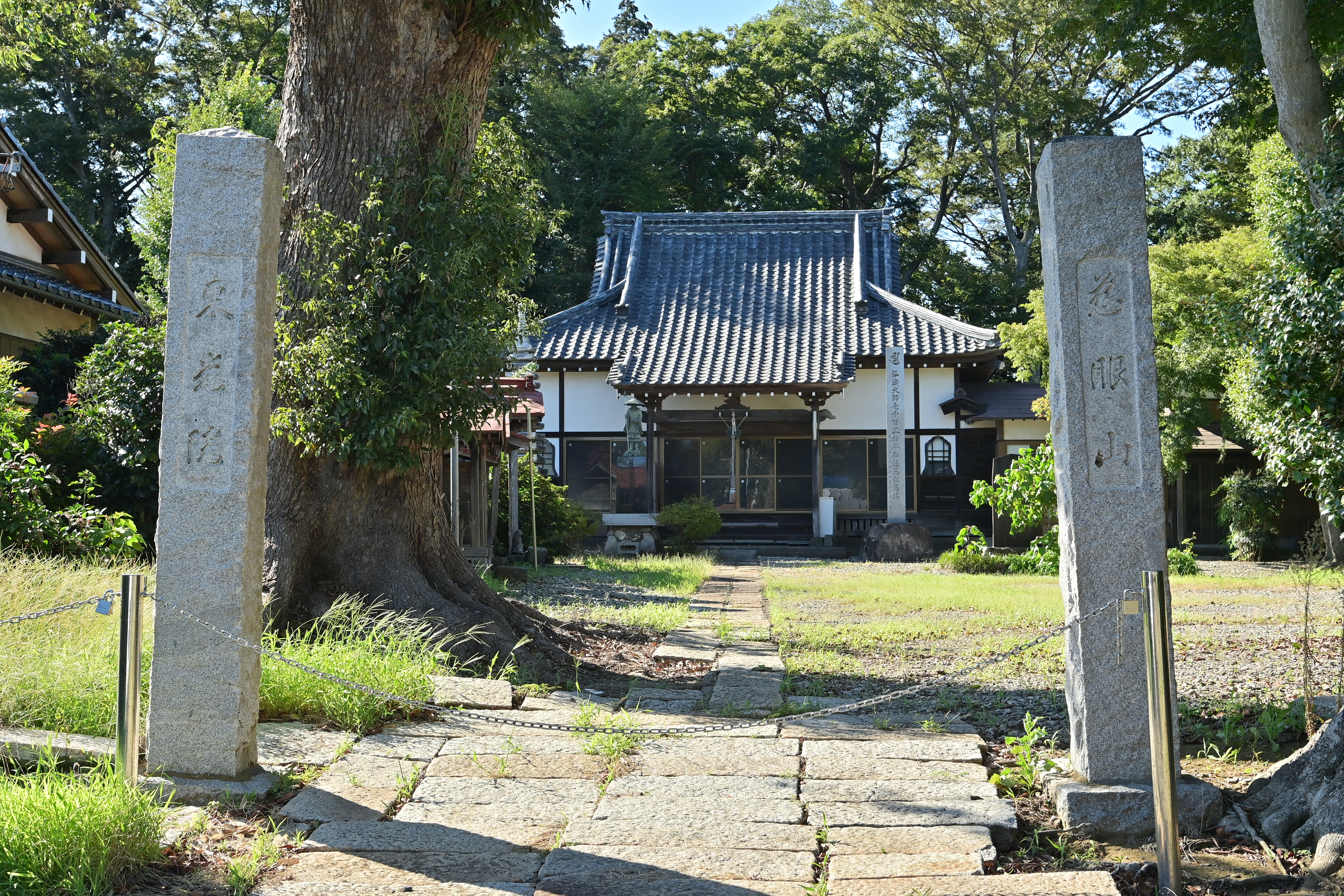
東光院の正門

道幅は広く1～2台程度であれば駐車は可能。